# Leucocarbo chalconotus
El cormorán de Otago (Leucocarbo chalconotus) es una especie de ave suliforme de la familia Phalacrocoracidae endémica de las partes sudorientales de la isla Sur de Nueva Zelanda, principalmente la región de Otago de la que toma su nombre común.

## Taxonomía

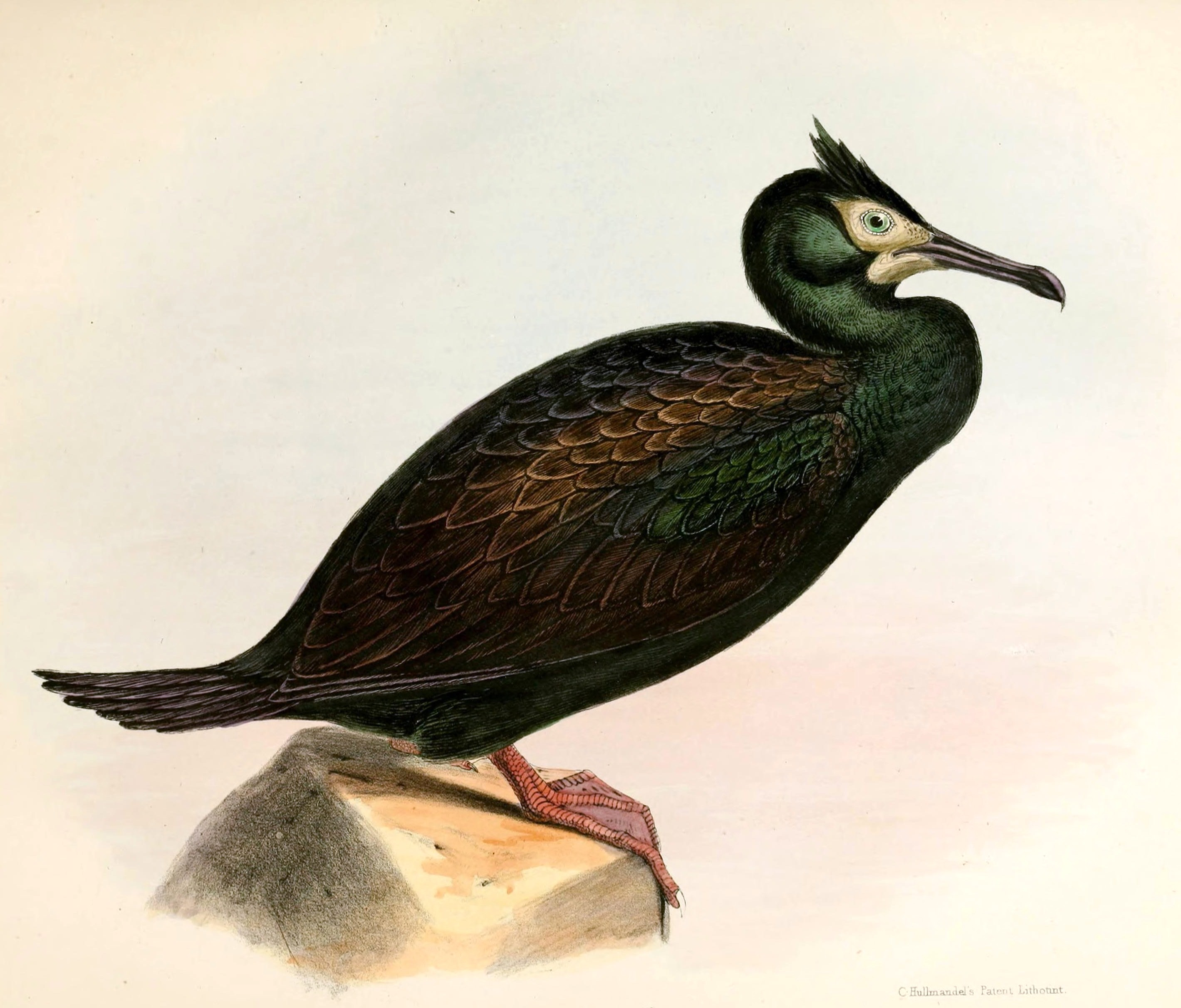
Ilustración de 1844, de Hullmandel, de un ejemplar de fase oscura.

Hasta 2016 la especie de los cormoranes de Otago (Leucocarbo chalconotus) incluía también a los cormoranes de la Stewart. Los análisis de ADN mitocondrial indicaron que los cormoranes de Otago en realidad están más cercanamente emparentados con los cormoranes de las Chatham shag (Leucocarbo onslowi), y las diferencias osteológicas, morfológicas y de comportamiento, además de las genéticas, apoyaron el reconocimiento de los cormoranes de la Stewart como una especie separada, Leucocarbo stewarti. Los cormoranes de la Steward y de Otago probablemente se separaron cuando los niveles del mar estuvieron más bajos en el Pleistoceno, y las islas Chatham fueron colonizadas por cormoranes procedentes de Otago.

## Descripción

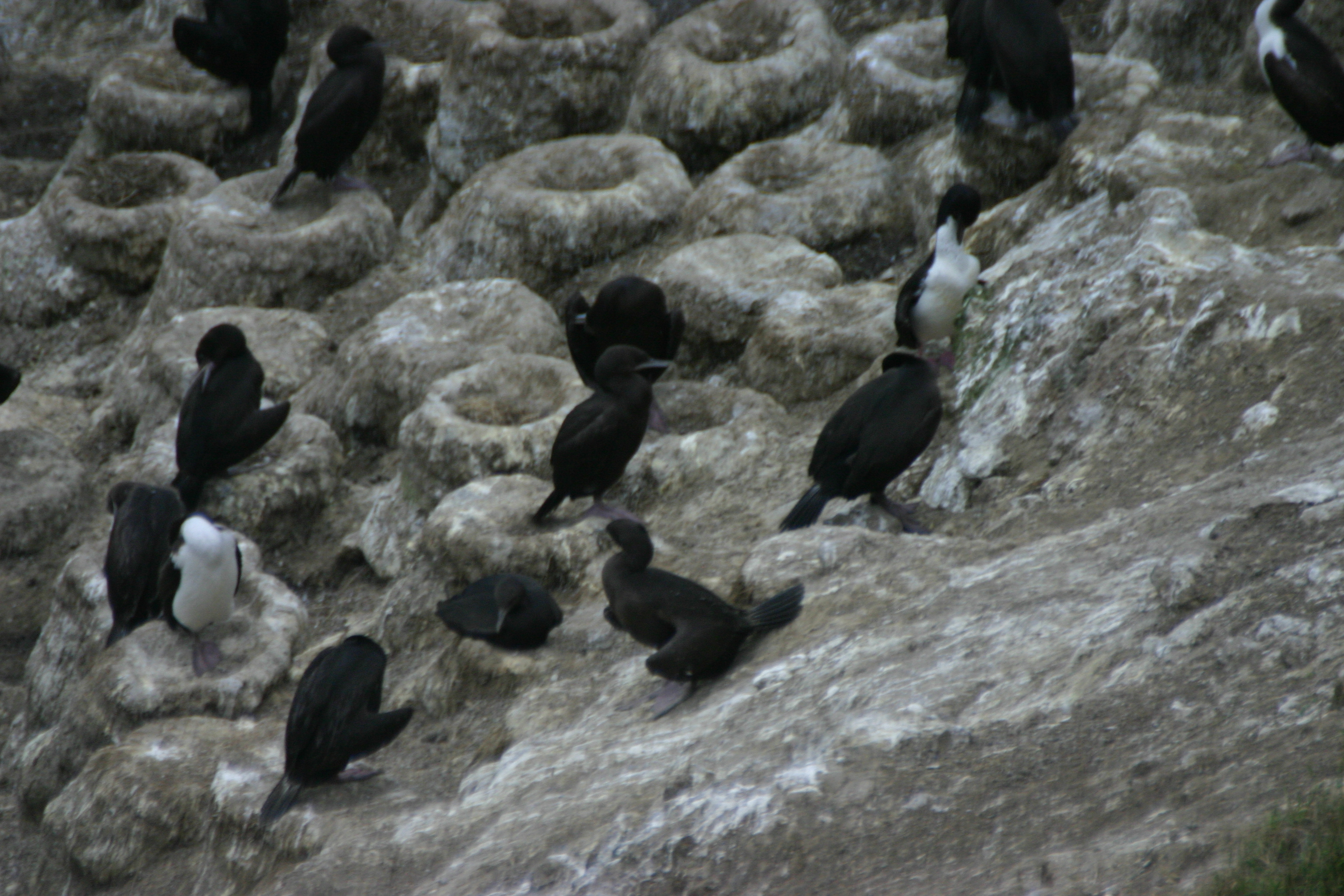
Colonia de cría en la península de Otago.

Alcanza una longitud de unos 70 cm y un peso de entre dos y tres kilogramos. La especie presenta cierto dimorfismo sexual, los machos son ligeramente más grandes y más pesados que las hembras. Además presenta dimorfismo en el plumaje, aproximadamente una cuarta parte de ejemplares son blancos y oscuros, y el resto tienen solo plumaje oscuro. Ambas fases viven juntas y se cruzan. 
El tamaño de los cormoranes de Otago tamaño es ligeramente mayor que los cormoranes de la Stewart. Además los cormoranes los de Otago pueden diferenciarse de los cormoranes de la Stewart por su ornamentación facial en la época de cría. Los cormoranes de la Stewart tienen papilas de color naranja oscuro en su rostro, mientras que los cormoranes de Otago tienen tanto papilas como pequeñas carúnculas faciales de color naranja intenso por encima de la base del pico.

## Distribución y conservación

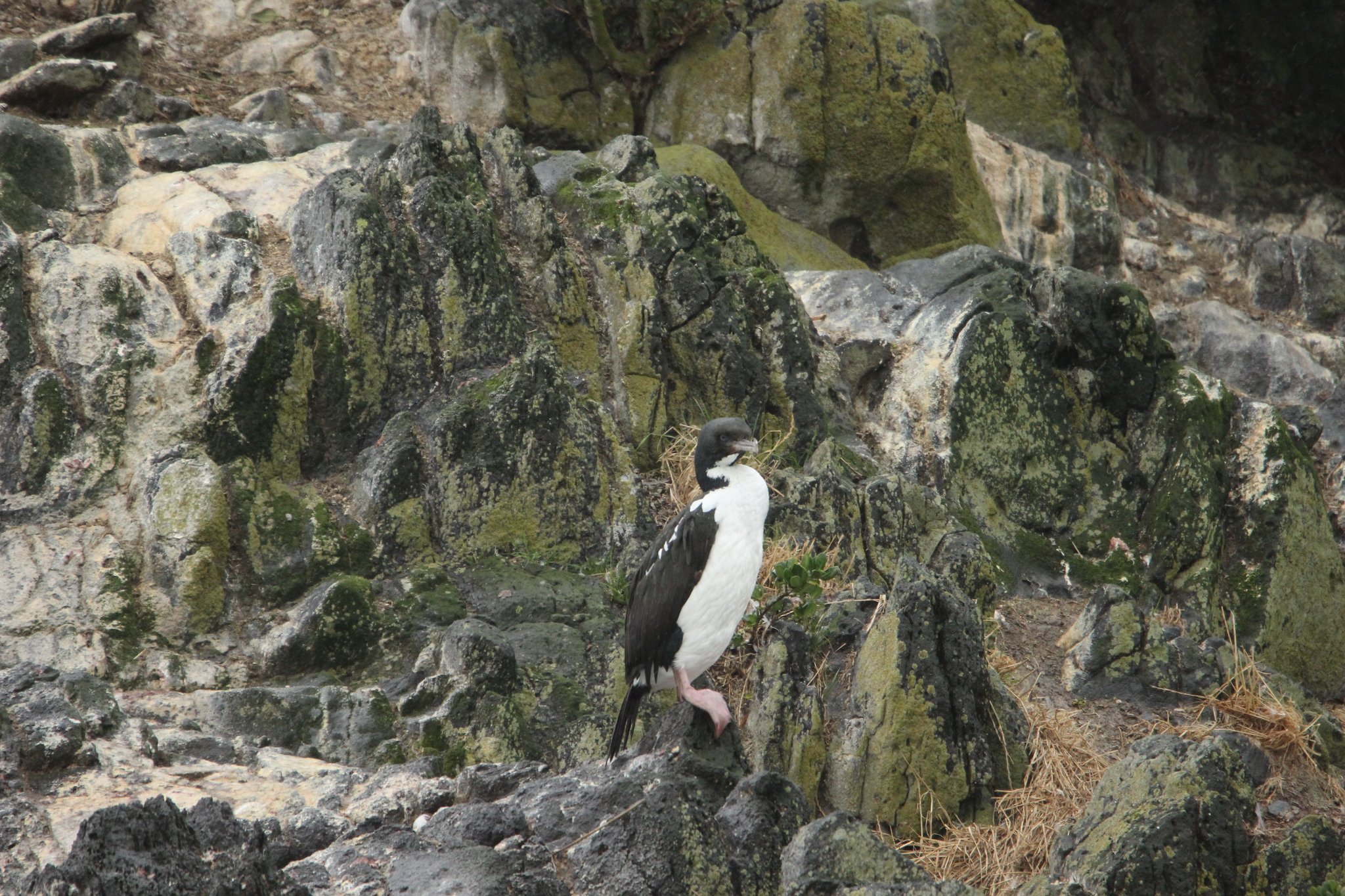
Adulto - Dunedin Nueva Zelanda

Las pruebas paleontológicas muestran que los cormoranes de Otago anteriormente se encontraban en toda la costa este de la isla Sur de Nueva Zelanda, hasta la región de Marlborough, pero la llegada de los humanos fue devastadora para su población, que se redujo un 99 por ciento en 100 años, con la correspondiente pérdida de diversidad genética. Quedó confinado en los islotes rocosos de la costa de la península de Otago, y apenas se ha recuperado desde entonces. Quedan menos de 2500 cormoranes de Otago, aunque pueden avistarse desde Otago Harbour, llegando por el norte a Oamaru, y por el sur a The Catlins. Estando restringido a un área tan pequeña, tiene muy poca variación genética, y necesita de medidas de conservación que reduzcan los factores de riesgo, como la reintroducción en otras partes de su anterior área de distribución.
Se alimenta principalmente de peces y se reproduce en colonias grandes desde mayo a septiembre, construyendo montículos de barro, guano y material orgánico, en islas y acantilados costeros. Una colonia destacada está en la costa norte de Taiaroa Head, en la entrada de Otago Harbour. Se alimenta en aguas costeras de menos de 30 metros de profundidad, y raramente se interna mar adentro o hacia el interior de la isla.